# Mary Joy Tabal
Mary Joy Tabal (ur. 13 lipca 1989) – filipińska lekkoatletka specjalizująca się w biegach długodystansowych. Olimpijka.
Tabal w 2015 zdobyła srebrny medal w biegu maratońskim podczas igrzysk Azji Południowo-Wschodniej. W sierpniu 2016 wystartowała w olimpijskim maratonie – podczas biegu w Rio de Janeiro uzyskała czas 3:02:27, zajmując 124. pozycję.
Rekord życiowy: maraton – 2:43:31 (29 maja 2016, Ottawa).

## Osiągnięcia
| Rok  | Impreza                             | Miejsce        | Konkurencja | Pozycja      | Wynik   |
| ---- | ----------------------------------- | -------------- | ----------- | ------------ | ------- |
| 2015 | Igrzyska Azji Południowo-Wschodniej | Singapur       | maraton     | 2. miejsce   | 3:04:39 |
| 2016 | Igrzyska olimpijskie                | Rio de Janeiro | maraton     | 124. miejsce | 3:02:27 |
| 2017 | Igrzyska Azji Południowo-Wschodniej | Kuala Lumpur   | maraton     | 1. miejsce   | 2:48:26 |
| 2018 | Igrzyska azjatyckie                 | Dżakarta       | maraton     | 10. miejsce  | 2:51:41 |
| 2019 | Igrzyska Azji Południowo-Wschodniej | New Clark City | maraton     | 2. miejsce   | 2:58,49 |